# Vigarano Mainarda
Vigarano Mainarda (emilián nyelven Vigaràn) település Olaszországban, Emilia-Romagna régióban, Ferrara megyében. Lakosainak száma 7600 fő (2023. január 1.). Vigarano Mainarda Bondeno, Ferrara, Poggio Renatico és Terre del Reno községekkel határos.

## Népesség
A település lakossága az elmúlt években az alábbi módon változott:
| Lakosok száma | 7590 | 7592 | 7600 |
|               | 2017 | 2018 | 2023 |

## Híres szülöttjei
- Paolo Mazza, az olasz labdarúgó-válogatott korábbi szövetségi kapitánya